# Victory Road (2022)
Victory Road (2022) – gala wrestlingu zorganizowana przez amerykańską federację Impact Wrestling, która była transmitowana na żywo za pomocą platform Impact Plus i YouTube (dla subskrybentów IMPACT Ultimate Insiders). Odbyła się 23 września 2022 w Skyway Studios w Nashville. Była to trzynasta gala z cyklu Victory Road.

## Rywalizacje

### Barbed Wire Massacre
Na Slammiversary (19 czerwca) Sami Callihan pokonał Moose’a w pojedynku Monster’s Ball, mszcząc się na rywalu za kontuzjowanie jego kostki i długi proces rehabilitacji. Kilka tygodni później, na Against All Odds (1 lipca), Moose zwyciężył rywala w walce rewanżowej, rozegranej w formule Clockwork Orange House of Fun, w wyniku interwencji Steve’a Maclina. Chociaż Moose i Maclin nie nawiązali oficjalnej współpracy, pomagali sobie nawzajem w atakowaniu przeciwnika. Na sierpniowej gali Emergence (12 sierpnia) w meczu bez dyskwalifikacji Callihan był lepszy od Maclina, natomiast w odcinku Impactu! z 25 sierpnia wdał się w bójkę za kulisami z obu antagonistami, w wyniku czego został ranny i owinięty przez nich drutem kolczastym zerwanym z ogrodzenia parkingu. Tego samego dnia wyzwał ich na trzyosobowe starcie Barbed Wire Massacre, mające odbyć się na gali Victory Road. Trzy tygodnie później Callihan, wykorzystując swoje zdolności hakerskie, ujawnił nagrania z ich udziałem, które skonfliktowały rywali i znacznie nadwyrężyły ich sojusz. 

### Jordynne Grace vs. Max Impaler
Na gali Emergence Jordynne Grace pokonała Mię Yim, zachowując tytuł Impact Knockouts World. Po spotkaniu Masha Slamovich przekazała mistrzyni fotografię z jej wizerunkiem przekreślonym czerwonym znakiem X. W ten sposób wyraziła chęć walki o tytuł mistrzowski kobiet po odniesieniu czternastu zwycięstw z rzędu od czasu swojego debiutu w federacji w styczniu 2022. W odcinku Impactu! z 1 września Slamovich została pretendentką do starcia z Grace na gali Bound for Glory po zwycięstwie nad Deonną Purrazzo, następnie tuż po zakończeniu meczu otrzymała od mistrzyni zdjęcie, na którym tym razem znajdowała się jej przekreślona podobizna. Tydzień później rosyjska zawodniczka, kontynuując grę psychologiczną z przeciwniczką, napisała na ścianie pokoju Grace  „Masha’s Gonna Kill You”. Ponadto, zgodnie ze stypulacją Pick Your Poison, wybrała dla niej rywalkę na Victory Road, którą okazała się Max The Impaler.

### Pojedynek o Impact X Division Championship
W odcinku Impactu! z 15 września mistrz X Division, Mike Bailey, pokonał Mascarę Dorado, dzięki czemu zachował tytuł mistrzowski, następnie wiceprezes federacji, Scott D’Amore, poinformował wrestlera, że jego kolejnym przeciwnikiem będzie były zawodnik federacji Ring of Honor, Delirious. Ponadto zapowiedział rozegranie na Victory Road pojedynku na zasadach Triple Threat Revolver z udziałem Alexa Zayne’a, Black Taurusa, Frankiego Kazariana, Kenny’ego Kinga, Laredo Kida, Mii Yim, Treya Miguela i Yuyi Uemury.

## Karta walk
Zestawienie zostało oparte na źródle:
| Nr | Wyniki | Stypulacje                                                                               | Czas  |
| --- | --- | ---------------------------------------------------------------------------------------- | ----- |
| 1D | Taya Valkyrie (z Rosemary i Jessicką) pokonała Alishę                                                                       | Singles match                                                                            | 5:44  |
| 2P | Bullet Club (Ace Austin, Chris Bey i Juice Robinson) pokonał Jacka Price’a, Jasona Hotcha i Shoguna                         | Six-man Tag Team match                                                                   | 4:43  |
| 3P | Tasha Steelz (z Savannah Evans) pokonała Killer Kelly w wyniku dyskwalifikacji                                              | Singles match                                                                            | 9:21  |
| 4 | Mike Bailey (c) pokonał Deliriousa                                                                                          | Singles match o Impact X Division Championship                                           | 10:39 |
| 5 | The Motor City Machine Guns (Chris Sabin i Alex Shelley) pokonali Honor No More (PCO i Vincent)                             | Tag Team match                                                                           | 11:29 |
| 6 | Mickie James pokonała Gisele Shaw                                                                                           | Career Threatening match Jeżeli James przegra, będzie musiała zakończyć karierę ringową. | 12:21 |
| 7 | Frankie Kazarian pokonał Alexa Zayne’a, Black Taurusa, Kenny’ego Kinga, Laredo Kida, Mię Yim, Treya Miguela i Yuyę Uemurę   | Intergender Triple Threat Revolver o miano pretendenta do Impact X Division Championship | 24:08 |
| 8 | Honor No More (Eddie Edwards, Matt Taven i Mike Bennett) (z Marią Kanellis) pokonali Heatha, Josha Alexandra i Richa Swanna | Six-man Tag Team match                                                                   | 16:08 |
| 9 | Jordynne Grace pokonała Max the Impaler (z Fatherem Jamesem Mitchellem)                                                     | Pick Your Poison match Masha Slamovich wybrała przeciwniczkę dla Grace.                  | 10:35 |
| 10 | Steve Maclin pokonał Samiego Callihana i Moose’a                                                                            | Three-Way Barbed Wire Massacre                                                           | 24:56 |
| (c) – mistrz/mistrzyni przed walkąD – walka była dark matchem (nietransmitowana w TV)P – walka miała miejsce w pre-show | |                                                                                          |       |